# Schlacht von La Marfée
Les Avins – Löwen – Tornavento – Guetaria – Fontarrabie – Corbie – Diedenhofen 1639 – Turin – Arras 1640 – Aire-sur-la-Lys – La Marfée – Honnecourt – Barcelona – Cartagena – Diedenhofen 1643 – Rocroi – Orbetello – Fort Mardyck – Dünkirchen – Rethel – Bordeaux – Lens – Arras 1654 – Valenciennes – Dünenschlacht
Die Schlacht von La Marfée fand am 6. Juli 1641 zwischen Truppen der französischen Krone unter Gaspard de Coligny und französischen Rebellen unter Frédéric-Maurice de la Tour d’Auvergnes, Herzog von Bouillon und Fürst von Sedan, unterstützt von kaiserlich-spanischen Truppen unter Guillaume de Lamboy, statt. Ort der Auseinandersetzung war die Hochebene La Marfée oberhalb der Stadt Sedan.

## Vorgeschichte
Sedan war seit 1640 ein unabhängiges Fürstentum, dessen Herrscher, Frédéric-Maurice de la Tour d’Auvergne, protestantische Flüchtlinge aus Frankreich aufnahm. Der Fürst war auch, neben Louis de Bourbon-Condé, comte de Soissons und Henri II. de Lorraine, duc de Guise, an der Verschwörung der „Princes de la paix“ beteiligt, mit der die Privilegien des großen Feudalherren wiederhergestellt werden sollten. Der französische König Ludwig XIII. schickt eine Armee nach Sedan, um der Politik des Herzogs ein Ende zu setzen, dieser wiederum erbat und erhielt Unterstützung durch Kaiser Ferdinand III., seinen persönlichen Freund.

## Ablauf
Schlechtes Wetter und schlammige Wege hatten die französischen Truppen behindert, so dass sie erst gegen 11 Uhr am 6. Juli 1641 auf dem Plateau de la Marfée ankamen, wo sie bereits von den Truppen des Herzogs erwartet wurden. Die erste Attacke der Franzosen wurde von den Sedanern abgeblockt. Dem Herzog gelang es mit der Kavallerie im Schutz von Hügeln die Front zu umgehen, so dass er die königliche Armee in der Flanke angreifen konnte, die sich daraufhin aufzulösen begann. Mittags war der Kampf entschieden. Unter den Toten war der Graf von Soissons, der unter ungeklärten Umständen durch einen Pistolenschuss zu Tode kam.

## Ergebnis
Trotz der Niederlage schloss die königliche Armee die Stadt Sedan ein. Die Belagerung endete mit der Unterwerfung des Herzogs am 4. August. Im Jahr darauf (1642) vertraute Ludwig XIII. ihm das Kommando über die französischen Truppen in Italien an. Wenig später wurde er im Zusammenhang mit der Cinq-Mars-Verschwörung verhaftet. Als Gegenleistung für seine Begnadigung musste er sein souveränes Fürstentum Sedan an Frankreich abtreten.

## Sonstiges
299 Jahre später, am 13. Mai 1940, erkämpften sich Truppen der Wehrmacht einen Übergang über die Maas und dehnten ihren Brückenkopf bis zum Einbruch der Dämmerung bis auf die beherrschenden Höhen von Marfée zwei Kilometer südlich des Flusses aus.